# Phoenixville
Phoenixville es un borough ubicado en el condado de Chester en el estado estadounidense de Pensilvania. En el año 2008 tenía una población de 16,382 habitantes y una densidad poblacional de 1,590.7 personas por km².

## Demografía
Según la Oficina del Censo en 2000 los ingresos medios por hogar en la localidad eran de $42 500 y los ingresos medios por familia eran $54 424. Los hombres tenían unos ingresos medios de $40 319 frente a los $32 295 para las mujeres. La renta per cápita para la localidad era de $22 911. Alrededor del 6,2% de la población estaba por debajo del umbral de pobreza.

## Educación
El Distrito Escolar del Área de Phoenixville gestiona escuelas públicas.